# Resolució 705 del Consell de Seguretat de les Nacions Unides
La Resolució 705 del Consell de Seguretat de les Nacions Unides, adoptada per unanimitat el 15 d'agost de 1991 després de considerar una nota del Secretari General de les Nacions Unides, el Consell va decidir que la compensació pagada per l'Iraq a la Comissió de Compensació de les Nacions Unides derivada de la Resolució 687 (1991) no ha de superar el 30 per cent del valor anual de les seves exportacions de petroli i productes derivats del petroli.
La resolució, aprovada en virtut del Capítol VII de la Carta de les Nacions Unides, va permetre a l'Iraq exportar petroli a canvi d'ajuda humanitària; no obstant això, aquesta resolució, juntament amb la Resolució 712, van ser inicialment rebutjades per l'Iraq. Les exportacions de petroli procedents d'Iraq van ser prohibides després de la seva invasió de Kuwait el 2 d'agost de 1990.